# Danmarks ambassade i Reykjavík
Danmarks ambassade i Reykjavík er Danmarks diplomatiske repræsentation i Island. Ambassaden blev etableret i 1946 og ligger i centrum af Reykjavík. Ambassaden har som formål at fremme og styrke det dansk-islandske samarbejde på en række områder, herunder handel og investeringer, kultur og uddannelse, samt politiske og sikkerhedsmæssige spørgsmål.
Ambassadens opgaver omfatter at varetage danske statsborgeres interesser i Island, fremme dansk eksport og samarbejde med islandske myndigheder og virksomheder. Ambassaden yder også konsulær bistand til danske borgere, der opholder sig i Island, herunder i forbindelse med pas udstedelse og andre konsulære spørgsmål.
Ambassaden arbejder tæt sammen med de danske myndigheder, herunder Udenrigsministeriet og de danske virksomheder og organisationer, der er aktive i Island. Ambassaden arrangerer også kulturelle begivenheder og aktiviteter for at styrke det dansk-islandske samarbejde og øge kendskabet til Danmark i Island.
Danmarks ambassade i Reykjavík er ledet af ambassadør Erik Vilstrup Lorenzen og har en række medarbejdere, herunder diplomater og administrativt personale.